# Seznam hlavních postav ve Futuramě
Tato stránka obsahuje seznam hlavních postav ze seriálu Futurama se stručnou charakteristikou každé z nich.

## Hermes Conrad
Hermes Conrad (narozen 2959) pracuje jako úředník u společnosti Planet Express a je profesionálním byrokratem 36. později 37. úrovně a jeho vášní je dodržování předpisů, byrokratických postupů, vyplňování formulářů a jakékoli předepsané papírování. Byl také vrcholovým sportovcem v disciplíně podlézání, soutěžil na olympiádě za planetu Zemi, ale kvůli nehodě (jeden chlapec chtěl být jako on, tak podlezl tyč a praskla mu páteř) se sportem skončil. V seriálu má také různé zajímavé průpovídky. Postavu namluvil Phil LaMarr, v českém dabingu mluví v hantecu. Dabuje ho Tomáš Juřička.

## Prof. Hubert J. Farnsworth
Profesor Hubert J. Farnsworth (narozen 9. dubna 2841) je vědcem na volné noze a majitelem doručovatelské společnosti Planet Express. Je jediným žijícím nepřímým Fryovým potomkem. Vyrobil také svůj vlastní klon Cuberta, kterému je kolem 12 let. V seriálu jej namluvil Billy West, v českém znění Dalimil Klapka, poprvé se objevil v epizodě Vesmírný pilot 3000.

### Vynálezy
Je vynálezcem mnoha (často velmi pochybných, jedná-li se o jejich účel) vynálezů.
Některé jeho vynálezy:
- Afterburners (pro motor na temnou hmotu)
- Albínské hulákající gorily
- Protitlakové pilulky
- Atomová monstra
- Superhuman Atomic Basketball Team
- Badass Gravity Pump
- Clone-O-Mat
- Cubert Farnsworth (profesorův klon)
- The Coolometer
- Motor na temnou hmotu
- Hodiny smrti
- An array of doomsday devices
- Elektropárek
- Electronium Hat
- F-gen
- Farnsworth's Killbots
- The Maternifuge
- Q.T. McWhiskers
- The Relative Box
- Two-dings Machine
- Čichoskop
- Co-kdyby-tor
- Kdojenátor
- Přístroj který umožní komukoli mluvit přesně jako Profesor
- Adolf Hitler Shark
- Beautiful Women, Fast Cars and Trendy night spots
- Dlouhoprst
- The Re-animator
- The Angry Dome
- Sport Utility Robot
- Udělátkometr
- Časové tlačítko
- Paralelní vesmír

## Philip J. Fry
Philip J. Fry (častěji pouze Fry, narozen 14. srpna 1974) je hlavním hrdinou celého seriálu. Pracuje jako poslíček pro doručovatelskou společnost Planet Express.
Narodil se ve Spojených státech v období studené války, žil v New Yorku. Jeho otec byl velký vlastenec a bál se, aby se z malého Philipa nestal komunista - ten však v pozdějších letech neprojevil pražádný zájem o politiku. Už od narození se zajímal o vesmír (lze vidět v epizodě Víc neštěstí než rozumu). Do roku 1999 pracoval jako poslíček v pizzerii. Při doručování pizzy do kryogenického ústavu dne 31. prosince 1999 spadl (ne náhodou) těsně po půlnoci dne 1. ledna 2000 do kryogenického boxu, ve kterém byl zmrazen na 1000 let, až do 31. 12. 2999. Byl v Novém New Yorku zaměstnán jako poslíček v doručovatelské firmě Planet Express, kterou vedl jeho praprapra(...)synovec. Je to největší smolař, který se kdy vyskytoval v rozmezí let 2000 – 3000. V seriálu jej namluvil Billy West, v českém znění pak Jan Dolanský. Poprvé se Fry vyskytl v epizodě Vesmírný pilot 3000. Fry je dobrosrdečný, pohotový a v naléhavých situacích dokáže jednat pohotově. Kvůli Leele dokáže udělat cokoliv např. poskládat milostný nápis z hvězdokupy (epizoda Tak skáče čas) nebo ji darovat svůj kyslík (epizoda Valentýnská odysea).
Jeho životní cíle:
- dostat Leelu,
- naučit se hrát na holofoner (pro Leelu),
- dosáhnout co nejvíc rekordů ve videohrách,
- vypít 100 káv z automatu za jeden den (splněno v díle Tři sta babek),
- vypít víc piv než Bender.

Zajímavost:
Fryovo křestní jméno Philip je poctou zesnulému herci Philu Hartmanovi, který před svou smrtí namlouval v seriálu Simpsonovi mj. Lionela Hutze nebo Troye Mcclurea. Původně měl být hlasem Zappa Brannigana. Fry měl pětkrát infarkt - třikrát na vysoký tlak po pití Coca-Coly, jednou po tom, co ho Bender jako duch v epizodě Krotitelé roboduchů vystrašil k smrti a jednou v díle Jedno vejce do skla. Všechny ale přežil.

## Turanga Leela
Turanga Leela (častěji pouze Leela; narozena 29. července 2975) je jednou z nejvýznamnějších postav seriálu Futurama. Je kapitánkou lodi Planet Express Ship.
Turanga Leela je mutantka; jejími předky jsou mutanti, kteří žijí ve stokách hluboko pod Novým New Yorkem. Nejnápadnějšími rysy Leely jsou jedno oko (kvůli čemuž postrádá stereoskopické vidění) a dlouhé fialové vlasy svázané do velkého culíku (ten nosí už od svého narození). Má velikou fyzickou sílu; ovládá bojová umění (například kung-fu, které se naučila u mistra Phonga), kterých houfně využívá buď když je v afektu, nebo jsou-li její spolupracovníci a přátelé ohroženi. Na pravé ruce nosí náramkový komunikátor (na kterém se dá hrát Tetris a obsahuje pohotovostní laser) a náramek (s mimozemskými znaky) od svých rodičů. Zatímco fyzickými schopnostmi převyšuje zbytek posádky lodi, psychicky je velmi slabá, neboť nikdy nedokázala navázat žádný vážný vztah.
Leela má svého zvířecího tříokého, velmi žravého mazlíčka jménem Nibbler (Diblík), který se ukázal jako velmi užitečný, protože vyměšuje raketové palivo. Našla ho na planetě Vergon 6 (viz epizoda Marná vesmírné lásky snaha).
Leela vyrostla v Cookievillském sirotčináriu s minimální ostrahou, na jehož schodech byla nalezena. Nejprve se mělo za to, že je mimozemšťanka – to kvůli dopisu a náramku, který u sebe při nalezení měla – ale jak se ukázalo, její rodiče jsou mutanti Morris a Munda Turangovi a po narození byla jako nejhezčí mutant co kdy žil (podle názoru mutantí lékařky, protože jí nic nepřebývalo), položena svými rodiči v košíčku před sirotčinec, aby měla možnost prožít lepší život než jako mutant; přiložený dopis v mimozemském jazyce a náramek s mimozemskými symboly měly všechny utvrdit v tom, že je mimozemšťankou. Rodiče ji celou dobu, co byla v sirotčinci i později sledovali, podstrkovali dárky k narozeninám apod., ale nikdy s ní nenavázali kontakt, takže Leela strávila spoustu času hledáním planety svého původu a nakonec v epizodě O původu Leely náhodou našla své rodiče. Navzdory jejich očekávání se za ně nestyděla a začala se s nimi stýkat častěji.
Původně pracovala jako referentka pro přidělování osudů v kryogenickém ústavu (provoz bez závad od roku 199"7"), kde měla na starost přidělování zaměstnání rozmraženým lidem z kryoboxů. Dostala na starost i Frye po jeho rozmražení, kterému určila jeho nové povolání poslíčka (což se mu ani trochu nelíbilo) a chtěla mu implantovat pracovní čip. Fry jí ale utekl a při jeho pronásledování se pod vlivem citových pohnutek rozhodla mu čip neimplantovat, naopak si svůj vyjmula a tímto aktem se stala spolu s ním pracovním dezertérem a musela se ukrýt před policií u Fryova praprapraatd. synovce prof. Huberta J. Farnswortha, který jí (a i jejím novým přátelům) věnoval čipy po mrtvé posádce, a tak vyřešil jejich problém s policií. Díky tomu začala pracovat spolu s Fryem a Benderem jako nová posádka vesmírné lodi společnosti Planet Express (viz epizoda Vesmírný pilot 3000). Úspěšně doručuje zásilky po celém vesmíru a občas porazí nějaké ty mimozemšťany.
Stále se snaží si najít opravdovou lásku, ale v této oblasti není příliš úspěšná, pokud nepočítáme vlezlého Zappa Brannigana. O její přízeň a lásku neustále usiluje Fry. Další postavy, se kterými něco měla:
- Sean
- Doug
- Zapp Brannigan
- Dean Veron
- Alcazar
- Adlai Atkins
- Chaz
- Lars Filmore

Ve filmu Futurama: Fialový trpaslík si však nakonec Fry a Leela vyznají lásku.
Jméno Turanga Leela je inspirováno skladbou Symfonie Turangalîla od Oliviera Messiaena. Slovo 'lila' znamená v mnoha jazycích (např. španělštině, švédštině, maďarštině nebo němčině) fialová, což je inspirace pro její fialové vlasy. V seriálu tuto postavu namluvila Katey Sagal, v českém znění pak Andrea Elsnerová. Poprvé se Leela objevila v epizodě Vesmírný pilot 3000.

## Bender Ohýbač Rodriguez
Bender Ohýbač Rodriguez (v originále Bender Bending Rodríguez, vyroben roku 2996) pije velké množství alkoholu, který dobíjí jeho elektrické baterie. Také rád kouří a krade vše, co má nějakou cenu a v případě problému se okamžitě přidá na stranu silnějšího, protože prý nemá rád lidi. Rád vaří, což se mu však příliš nedaří a ostatní nejsou z jeho výtvorů příliš nadšeni. Objevil se také v seriálu Simpsonovi.
Bender byl vyroben společností Mom's Friendly Robot Company (mámin hodný robot) v její továrně v Mexiku ve městě Tijuana. Celá jeho osobnost je uložena na disketě, která se dá vysunout v zadní části hlavy. Jeho zaměstnání bylo ohýbač traverz pro sebevražedné budky. Když se to dozvěděl, nemohl pokračovat dál a chtěl v jedné takovéto budce spáchat sebevraždu (podle svého tvrzení). Při čekání ve frontě před budkou však potkal Frye, se kterým se
spřátelil a na útěku před policií se stal zaměstnancem doručovatelské společnosti Planet Express, pro kterou pracuje jako (naprosto líný a neochotný) člen posádky kosmické lodi a také jako lodní kuchař.
Je složen z 30 % železa, 40 % zinku, 40 % titanu, 40 % dolomitu, 40 % chromu a neznámého množství osmia (ve slitině s železem) s 0,04 % niklovou příměsí. To dává dohromady 190,04 %, což ale není nikde v seriálu objasněno. Dále 80% Bendera je použito z recyklovaných materiálů. Jeho sériové číslo je 2716057. Bendrův humor je vytvořen v Microsoft Joke (upozornění - takový program zatím neexistuje). Bender v sobě má procesor 6502 (zřejmě 8bitový od firmy MOS Technology) a AMD Athlon II. Robota namluvil John DiMaggio, v českém znění pak Martin Stránský. Poprvé se objevil v epizodě Vesmírný pilot 3000.

## Amy Wongová
Amy Wongová (častěji pouze Amy, narozena 2979) pochází z velmi bohaté čínské rodiny. Její rodiče vlastní celou západní polovinu Marsu. Její matka je posedlá touhou po vnoučatech, takže ji stále nutí, aby si našla ženicha a vdala se.
V epizodě "Mám tě po krk" chodila s Fryem, ale tento vztah jim přerušila nehoda, po které Fryova hlava musela být přišita na Amyno rameno (odtud název epizody).
V současné době má partnera Kifa, se kterým se seznámila během epizody "Zkáza Titanicu", když byl Kif zanechán kapitánem Zappem Branniganem jako kapitán na vesmírné lodi Titanic. O jejich vztahu vypráví podrobněji epizody "Pod kopyty bugolů" a "Zbouchnutej". V 8. epizodě 6. série získala titul Ph.D. v oboru aplikované fyziky. Postavu namluvila Lauren Tom, v českém znění pak Jitka Moučková.

## Dr. John Zoidberg
Dr. John Zoidberg (Dr. Z, narozen 5. května 2914) je postava humroidního vzhledu, se kterou se setkáme hned v druhém díle Na Měsíc a dál, v momentě kdy má prohlédnout Frye předtím, než letí na Měsíc. Je náramně osobitý a protože je chudý a ohyzdný, nemá žádné přátele a i narozeniny (5. května) slaví sám (ukázka byla v díle Tak skáče čas). I když je lékařem, jeho znalosti jsou slabé. Podle 5. epizody 6. série má doktorát z historie umění. Když zvrací, vytváří modré perly. Postavu namluvil Billy West, v českém znění Bohdan Tůma. Sám sebe často nazývá Zoidbee.